# Alchemilla vestita
Alchemilla vestita é uma espécie de rosácea do gênero Alchemilla, pertencente à família Rosaceae.